# Francisco José Gan Pampols
Francisco José Gan Pampols (Figueras, Gerona, 25 de abril de 1958), es un militar, deportista y político español. Su experiencia incluye numerosos destinos nacionales e internacionales, así como una participación en actividades civiles, deportivas y académicas.

## Carrera militar
Gan Pampols ingresó en 1975 en la Academia General Militar de Zaragoza como parte de la XXXV promoción. Posteriormente, continuó su formación en la Academia de Infantería de Toledo, obteniendo el grado de teniente en 1980. Ascendió progresivamente en los rangos militares hasta alcanzar el grado de teniente general en 2016. Entre sus destinos principales se encuentran unidades de montaña como el Batallón de Cazadores de Alta Montaña "Gravelinas" Nº 25 y el Regimiento "Valladolid" Nº 65, así como diversas posiciones estratégicas en el Estado Mayor del Ejército y la Jefatura de la Inspección General del Ejército.

### Misiones internacionales
Francisco José Gan Pampols ha desempeñado roles clave en misiones de paz internacionales:
- Bosnia-Herzegovina (1995-1996): Jefe de operaciones en la misión de la ONU (UNPROFOR) y la OTAN (IFOR).
- Kosovo (2000-2001): Jefe de Estado Mayor Operativo en la misión de la OTAN (KFOR).
- Afganistán (2007): Lideró el Equipo de Reconstrucción provincial en Qala-e-Naw, impulsando la estabilización regional.

### Cargos destacados
Entre sus roles más importantes destacan:
- Director de la Academia General Militar (2009-2013).
- Director del Centro de Inteligencia de las Fuerzas Armadas (2013-2016).
- Jefe del Cuartel General Terrestre de Alta Disponibilidad (2017-2020).

### Reconocimientos
Gan Pampols ha recibido múltiples condecoraciones, como la Gran Cruz del Mérito Militar, la Gran Cruz de la Orden del Mérito de la Guardia Civil y la Real y Militar Orden de San Hermenegildo, entre otras.

## Actividades civiles

### Formación académica
Es licenciado en Ciencias Políticas y Sociología por la UNED y fue investido doctor honoris causa por la Universidad Católica de Valencia en 2024.

### Alpinismo
Gan Pampols es un reconocido alpinista. Alcanzó las "tres cimas de la Tierra": el Everest (1992), el Polo Sur Geográfico (1995) y el Polo Norte Geográfico (1999), siendo el primer español en lograrlo. También ha conquistado cumbres emblemáticas como el Aconcagua y el Kilimanjaro.

### Publicaciones y conferencias
Es autor de El arte de mandar bien, un libro centrado en liderazgo y gestión. Ha ofrecido conferencias sobre estrategia y gestión de crisis en diversos foros internacionales.

## Actividad en política

### Nombramiento como vicepresidente de la Generalidad Valenciana en 2024
En noviembre de 2024, fue designado vicepresidente del Gobierno valenciano para la Recuperación Económica y Social, un cargo creado en exclusiva para  su persona. Su misión principal es coordinar las labores de reconstrucción tras la DANA que afectó a la región.
Su misión en el gobierno de la Generalitat Valenciana se centra en la recuperación economica y social apartado de la lucha partidisda. El 30 de junio de 2025 ha pressentado formalmente el 'Plan Endavant' con más de 400 actuaciones 